# Schloss Hugenpoet

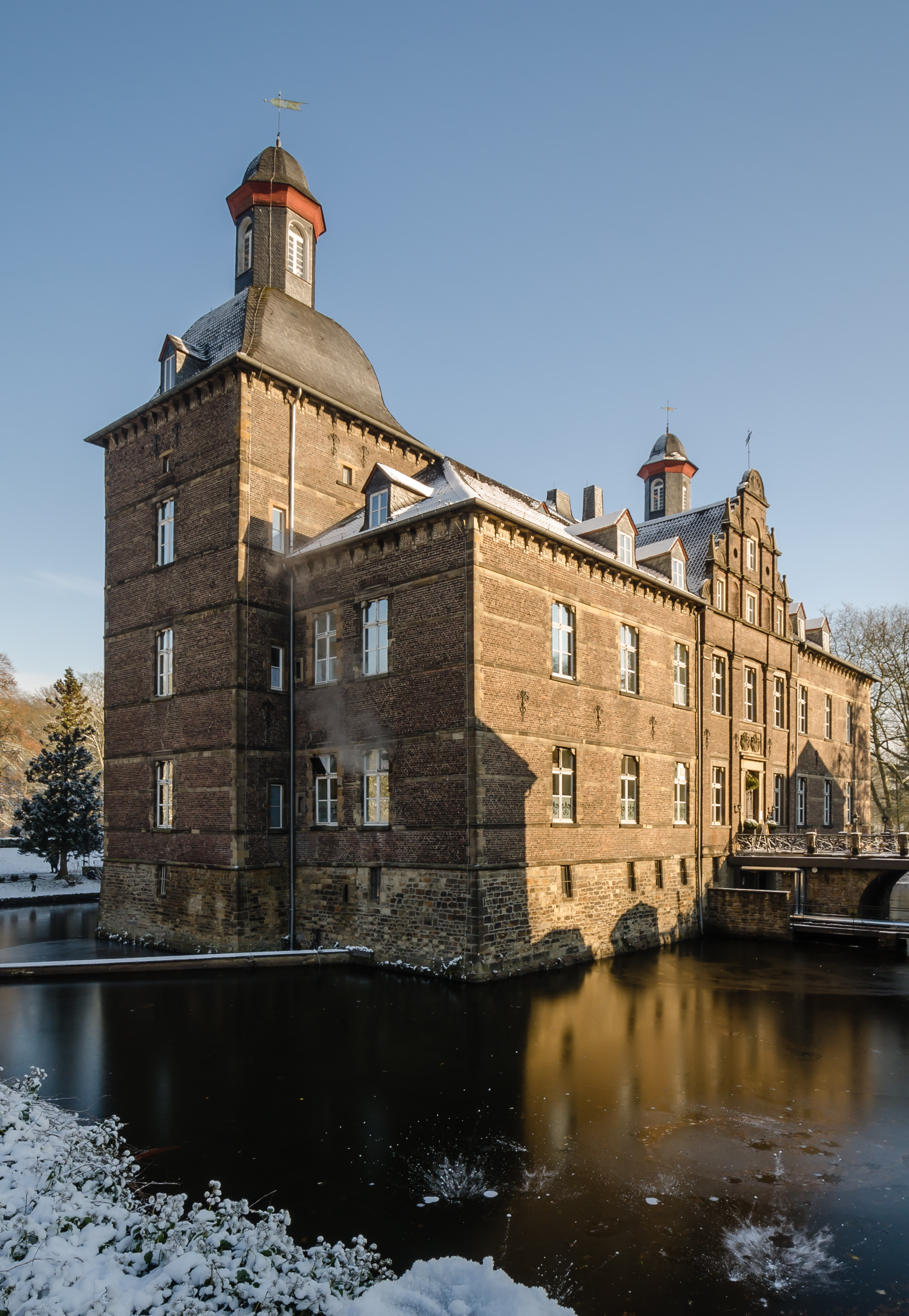
Herrenhaus mit umgebendem Wassergraben

Schloss Hugenpoet (sprich: „Hugenpoot“ – siehe Dehnungs-e) ist ein dreiteiliges, von Gräften umgebenes Wasserschloss im Essener Stadtteil Kettwig in unmittelbarer Nachbarschaft zum Schloss Landsberg. Sein Name kann als „Krötenpfuhl“ gedeutet werden, was einen Hinweis auf die dortigen sumpfigen Auenlandschaften im Ruhrtal gibt. Seit Februar 1985 steht die Anlage unter Denkmalschutz und dient heute als Hotel-Restaurant.

## Architektur

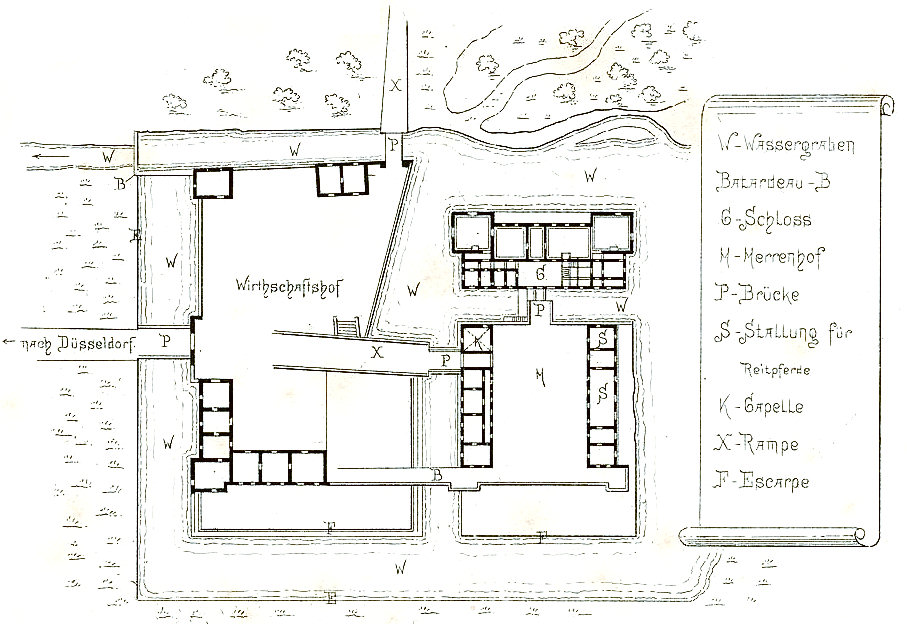
Plan der Schlossanlage, 19. Jahrhundert

### Herrenhaus

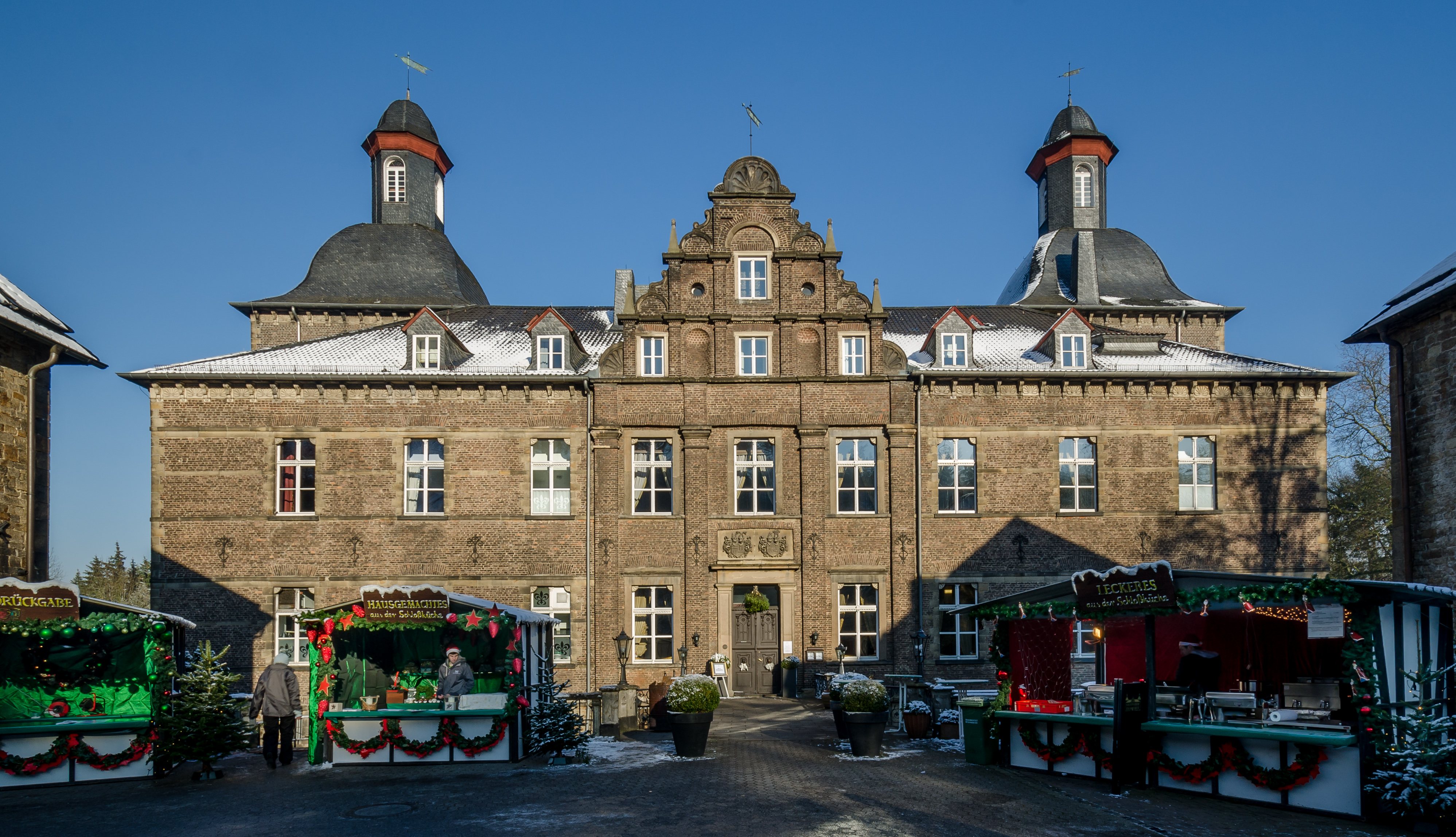
Südfassade des Herrenhauses (2012)

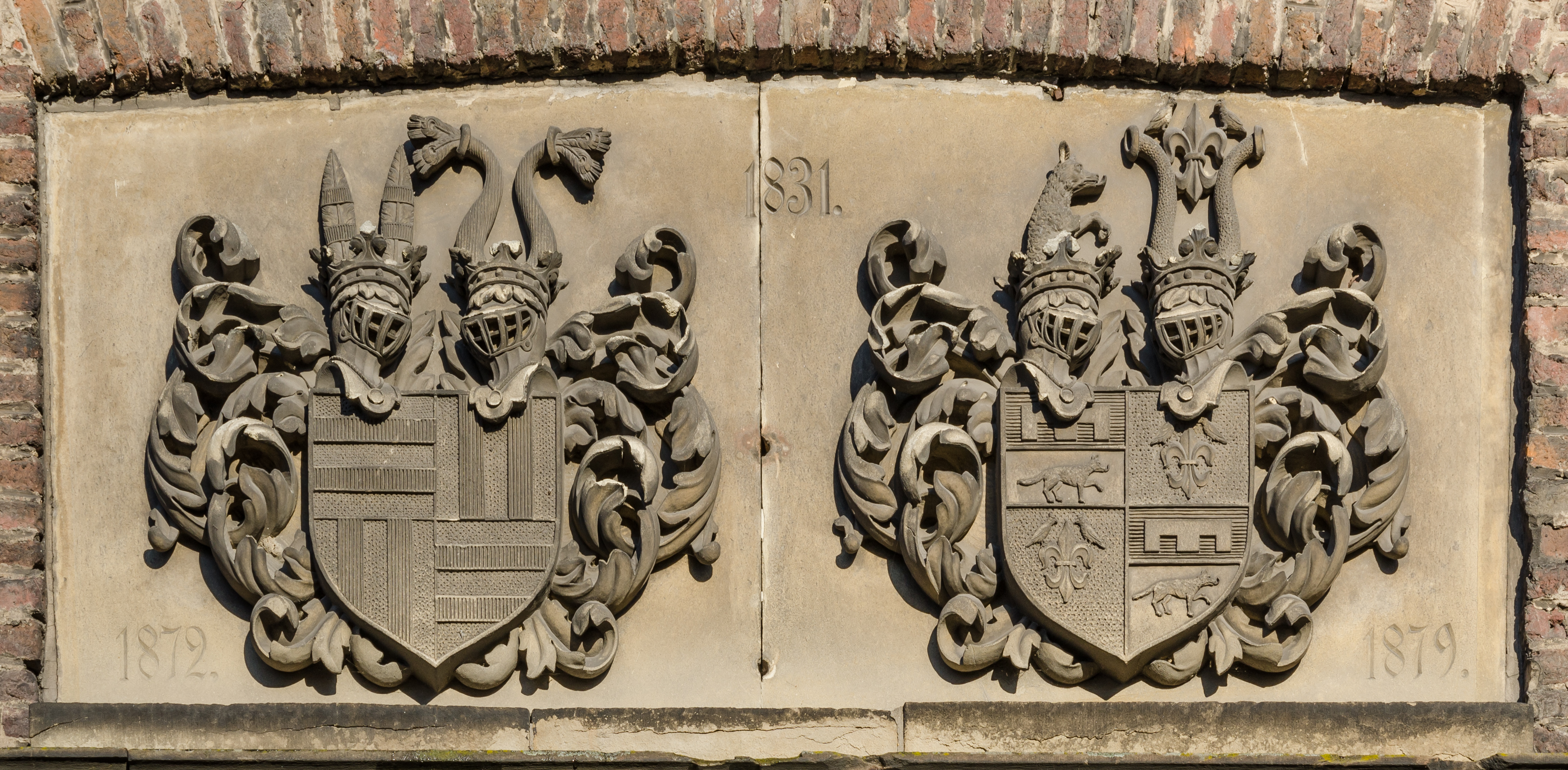
Allianzwappen über dem Eingang des Herrenhauses

Das Herrenhaus ist ein frei im Wasser stehendes Gebäude auf rechteckigem Grundriss. An seiner Nordseite erheben sich zwei mächtige, rechteckige Flankierungstürme mit drei Geschossen, die geschweifte Hauben mit achtseitigen Laternen und Wetterfahnen tragen. Der Ziegelbau mit Eckquaderungen steht auf einem Sockelgeschoss aus Haustein und wird durch Einlagen aus Sandstein horizontal gegliedert. Eine Bogenbrücke aus Stein führt zum flachen Mittelrisalit mit dem Portal aus dem Jahr 1872. Es zeigt über dem Eingang das Allianzwappen des Friedrich von Fürstenberg zu Hugenpoet sowie seiner Ehefrau Anna-Franziska Gräfin Wolff Metternich zur Gracht.
Im Zuge von Umbauarbeiten für die Nutzung als Hotel erhielt die parkseitige Nordfassade des Haupthauses 1954 einen Terrassenanbau, die Innenausstattung ist jedoch weitestgehend noch im Originalzustand erhalten. Dazu gehören unter anderem der Troja-Kamin und zwei weitere Renaissancekamine mit Sandsteinreliefs aus den Jahren 1560 bis 1578, die ursprünglich von Schloss Horst stammen, sowie das freistehende Portal in der Eingangshalle und das sich ihm anschließende, barocke Treppenhaus aus schwarzem Marmor. Das Portal besitzt geschweifte Sprenggiebel, Krone und Kugelzier. An ihm sind die Wappen des Konstantin Erasmus Betram von Nesselrode und seiner Frau Maria Ambrosiana von Viermund sowie im Architrav die Jahreszahl 1696 zu sehen.

### Innere Vorburg

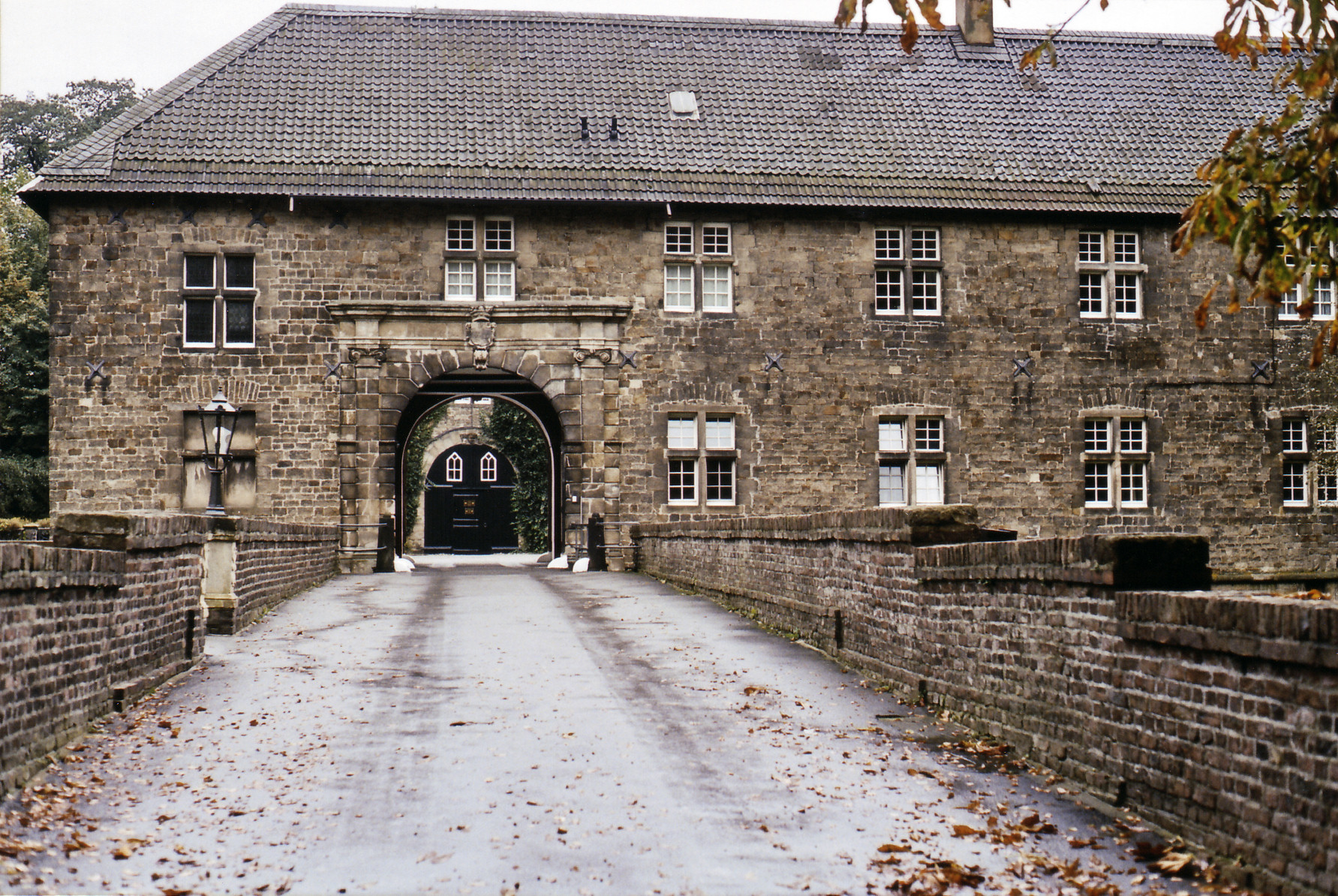
Portal der inneren Vorburg

Die innere Vorburg ist dem Herrenhaus südlich vorgelagert und besteht aus zwei langgestreckten Gebäuden mit Walmdächern, die einen Innenhof an dessen Ost- und Westseite begrenzen. An den südlichen Ecken der beiden schlichten, zweigeschossigen Bauten aus Hausteinen sollte jeweils ein Flankierungsturm errichtet werden, doch kam dieser Plan nie vollständig zur Ausführung. Lediglich die Turmfundamente wurden errichtet und sind heute noch erhalten. Die Kreuzstockfenster der beiden Gebäudeflügel gliedern diese in acht Achsen.
Bauherr der Vorburg war Konstantin Erasmus von Nesselrode zu Hugenpoet, dessen Wappen sich an der Außenfassade über dem Torbogen des Portals befindet. Dieses ist eingerahmt von zwei Pilastern mit ionischen Kapitellen, die einen Architrav tragen. Der westliche Bau der inneren Vorburg beherbergt nördlich der Toreinfahrt die seit dem 18. Jahrhundert auf Hugenpoet nachweisbare Schlosskapelle. Deren Innenausstattung wurde – ebenso wie die übrigen Räume der inneren Vorburg – um 1880 im Stil des Historismus komplett umgestaltet.

### Äußere Vorburg

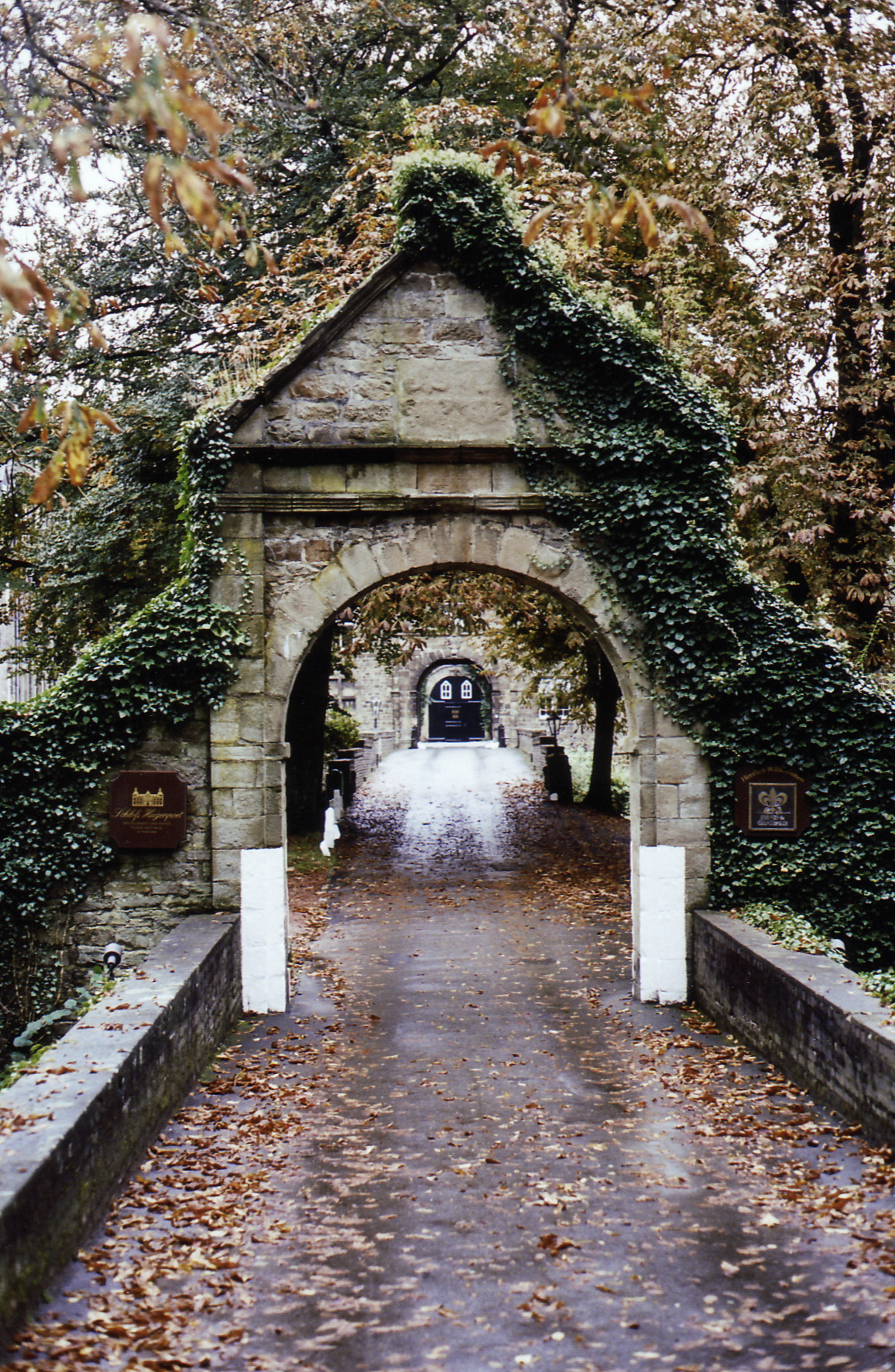
Portal der äußeren Vorburg

Die eingeschossige äußere Vorburg liegt westlich der übrigen Schlossgebäude. Ihr freistehend errichtetes Portal ist über eine steinerne Bogenbrücke erreichbar. Es zeigt über dem Torbogen das Wappen der Familien Nesselrode und Winkelhausen sowie die folgende Inschrift:
DER WOHLEDELLGEBORNER JOHAN WILHELM VON NESSELRAD GENANDT HUGENPOET, FURSTLICHER PFALS-NEUBURGER HERR GEHEIMER RADT, CAEMMERER, LAND-COMMISSARIUS UND AMMANN ZUR BEYENBURG UND BEI (SO) WOHLEDELLGEBORNE ANNA ELISABETH VON NESSELRAD GENANDT HUGENPOET, GEBORNE DOCHTER VON UND ZU WEINCKELHAUSSEN, MERLO, KALCUM UND MORR, HABEN DEISSEM BAEU GEBAUVET VOR SICH UNND IHRE ERBEN ANNO 1647 DEN 17. JULIUS.
Der rechtwinkelige Südflügel wird an seiner Ecke durch einen rechteckigen, eingeschossigen Turm begrenzt. Es ist anzunehmen, dass dem Trakt, wie im Barock üblich, ein symmetrischer Nordflügel gegenübergestellt werden sollte, doch dieser wurde nie ausgeführt. Schießscharten im Mauerwerk geben einen Hinweis darauf, dass die äußere Vorburg unter Verwendung von Bausubstanz der alten Burganlage von 1509 errichtet wurde.
Die Verbindung zur inneren Vorburg stellt eine rampenartige Brücke dar, die auf einem Tonnengewölbe errichtet wurde.

## Geschichte
Als Königsgut Karls des Großen fand der Vorgängerbau Hugenpoets, die Motte Nettelshof, im Jahr 778 als Nettlinghave toe Loepenheim erstmals urkundlich Erwähnung. Später war Nettelshof ein Oberhof der Abtei Werden, mit dem Ritter Vlecke von Hugenpoet 1314 belehnt wurde. Die Anlage diente in jener Zeit der Kontrolle der nach Kettwig führenden Ruhrbrücke, die der Jülicher Herzog Wolfgang Wilhelm von Pfalz-Neuburg im Jahr 1635 abbrechen ließ.
Wann das Hofgut zu einer ersten wehrhaften Burg ausgebaut wurde, ist nicht bekannt. Sie wurde jedoch 1478 während einer Fehde des Klever Herzogs Johann I. von Kleve gegen das Herzogtum Geldern erstürmt und in Brand gesetzt. Noch 1756 standen von dieser ersten befestigten Anlage ein Turm und ein Nebengebäude, die im 18. Jahrhundert durch ein Gehöft überbaut wurden. Lediglich Reste der einstigen Grabenanlage und der Burgweiher sind heute noch erhalten.
Um 1509 errichteten die Ritter von Hugenpoet an der heutigen Stelle, etwa 200 m vom alten Standort entfernt, einen Neubau. Dieser blieb bis 1831 im Besitz der Familie, die sich seit etwa 1600 „von Nesselrode zu Hugenpoet“ nannte. Doch auch dieser Bau blieb von Zerstörung nicht verschont. Während des Dreißigjährigen Krieges wurde das Schloss von hessischen Truppen verwüstet.
Johann Wilhelm von Nesselrode zu Hugenpoet ließ gemeinsam mit seiner Frau Anna von Winkelhausen (sie waren die Schwiegereltern von Bernhard III. von Droste-Hülshoff) sämtliche Ruinen im Jahr 1647 abreißen und – mit der äußeren Vorburg beginnend – an deren Stelle Schloss Hugenpoet im Wesentlichen in seiner heutigen Form neu aufbauen. Die Arbeiten fanden im Jahr 1696 unter Freiherr Konstantin Erasmus von Nesselrode zu Hugenpoet ihren Abschluss.
Dessen Nachkommen hatten nicht die finanziellen Mittel, die Anlage zu halten, und so wurde das mittlerweile verfallene Schlossgut im Jahr 1831 vom Freiherrn Friedrich Leopold von Fürstenberg ersteigert, dessen Nachfahren noch heute im Besitz des Schlosses sind. Die Fürstenbergs ließen es zwischen 1844 und 1872 unter den Architekten August Lange und Heinrich Theodor Freyse im Stil der Neorenaissance ausbauen sowie modernisieren. Dabei wurde der Dachfirst angehoben, ein Kranzgesims mit Muschelfries angebracht und der Giebel des Mittelrisalits nach niederländischen Vorbildern errichtet. Bei den Umbauarbeiten wurden auch die damaligen Kreuzstockfenster durch ihre heutige Form ersetzt. Zeitgleich ließen die neuen Schlossbesitzer den Schlosspark anlegen. 1879 verlegte die Familie ihren Wohnsitz dann von Schloss Borbeck gänzlich nach Hugenpoet.
1904 beging der preußische Offizier Joseph von Fürstenberg (1868–1904) unter der Brücke des Schlossweihers Suizid, indem er sich erschoss. Fürstenberg, der als zweiter Sohn des Kammerherrn und Rittmeisters Friedrich Leopold von Fürstenberg (1828–1910) geboren wurde, geriet in die Harden-Eulenburg-Affäre, des deutschen Journalisten Maximilian Harden. Wenige Tage vor seinem Selbstmord kam er von seiner Hochzeitsreise mit Helene, der Tochter vom Zentrumspolitiker und preußischen Landwirtschaftsminister Clemens Freiherr von Schorlemer-Lieser zurück. Adolf Brand verbreitete nach dem Tod, das sich im Nachlass des Toten Erpresserbriefe befunden hätten.
Während des Zweiten Weltkriegs waren in den Schlossgebäuden Dienststellen der Wehrmacht beheimatet, denen nach Ende des Krieges Flüchtlingsfamilien folgten. Zeitweilig beherbergte das Erdgeschoss des Hauptgebäudes auch die Ausstellung des Essener Folkwang-Museums, ehe das Schloss im Jahr 1955 durch Hotelier Kurt Neumann seiner heutigen Nutzung als Hotel-Restaurant übergeben wurde.
Paul Henckels, bekannt durch die Rolle des Professor Bömmel in dem Kinofilm Die Feuerzangenbowle, war in den 60er Jahren Dauergast im Hotel mit seiner Ehefrau Thea Grodtczinsky. Henckels starb 1967 in Kettwig. In dieser Dekade, im Mai 1968, wurde der Verkehr auf der Unteren Ruhrtalbahn eingestellt und der Haltepunkt Schloßhotel Hugenpoet aufgegeben. 1995 übernahm die Familie Lübbert die Leitung von Schloss Hugenpoet und baute es insbesondere im Restaurantbereich weiter aus. Im Dezember 2013 drohte dem Hotel die Insolvenz. Das Betreiberehepaar gab die Geschäftsleitung noch im gleichen Monat an den Eigentümer Maximilian Freiherr von Fürstenberg ab, der den Hotel- und Restaurantbetrieb übernahm. Das 5-Sterne-Schlosshotel gehörte früher zu den Leading Hotels of the World und ist heute Mitglied zweier Hotelvereinigungen für privat geführte, unabhängige Hotels.

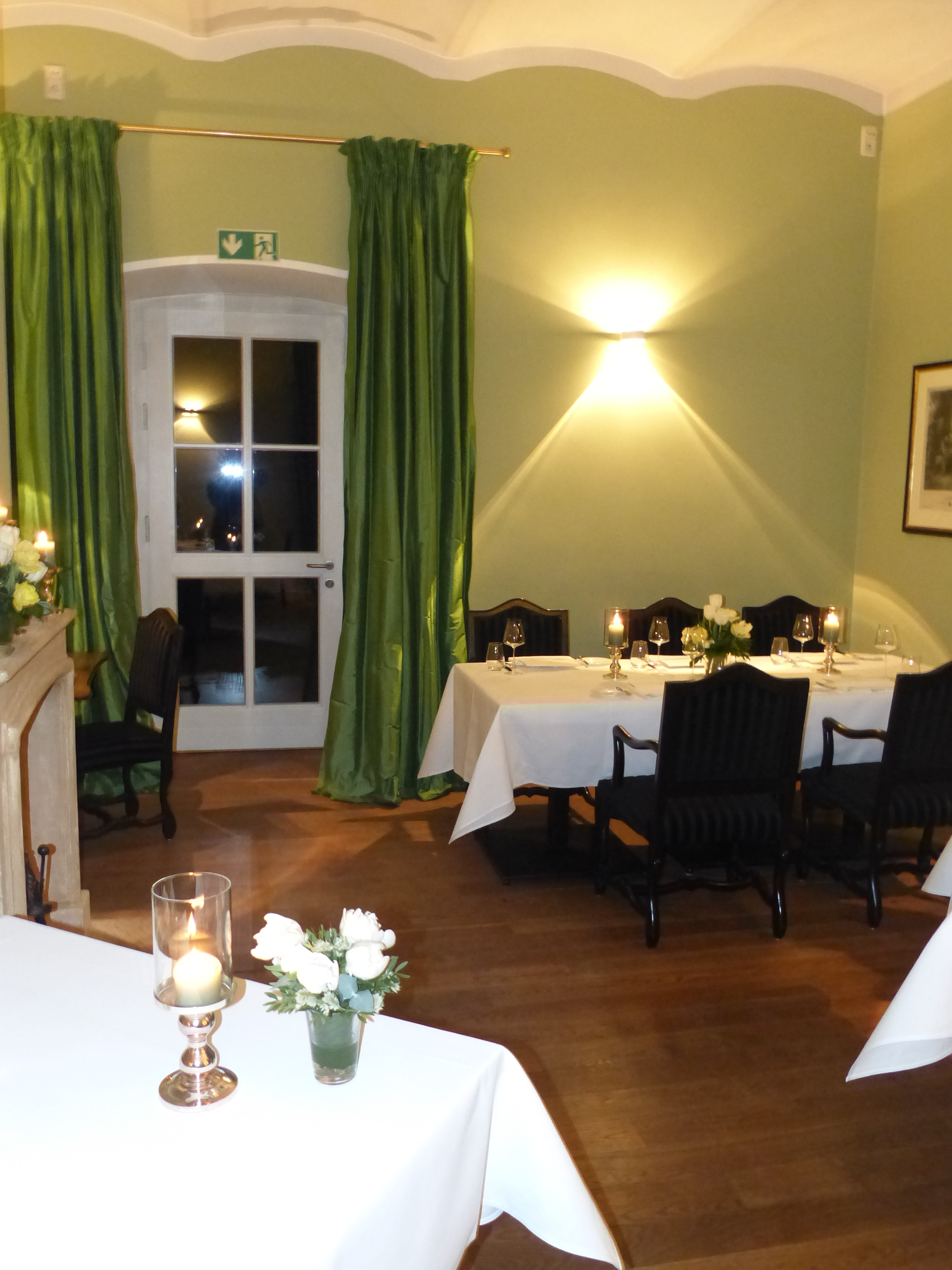
Innenansicht Laurushaus

## Gastronomie
Von 1997 bis 2021 kochte Erika Bergheim im Schloss Hugenpoet. 2003 wurde sie Küchenchefin im Restaurant Nero, das ab 2009 mit einem Michelinstern ausgezeichnet wurde. 2016 eröffnete das Restaurant Laurushaus, das ab 2018 einen Michelinstern trug.